# James Gomez
James Gomez (født 14. november 2001) er en gambiansk professionel fodboldspiller, som spiller for Superliga-klubben Odense Boldklub og Gambias landshold.

## Klubkarriere

### AC Horsens
Gomez begyndte sin karriere hos Real de Banjuls akademi. Efter et prøvetræning i januar 2020, skiftede han til AC Horsens på en lejeaftale. I december 2020 blev aftalen gjort permanent.

### Sparta Prag
Gomez skiftede i juli 2023 til Sparta Prag.

### Odense Boldklub
Gomez vendte i februar 2024 tilbage til Danmark, da han skiftede til Odense Boldklub.

## Landsholdskarriere
Gomez gjorde sin debut for Gambias landshold den 8. juni 2021. Han var del af Gambias trup til Africa Cup of Nations 2021 og 2023.